# Loy millenae
Loy millenae is een slakkensoort uit de familie van de Onchidorididae. De wetenschappelijke naam van de soort is voor het eerst geldig gepubliceerd in 1994 door Martynov.